# 日本維新會
日本維新會（日语：日本維新の会，簡稱維新會、維新）是日本的一個右翼民粹主義政黨，目前該黨為日本國會眾議院第三大黨、參議院第五大黨。2010年4月19日，時任大阪府知事橋下徹與大阪府議會部分議員在大阪府成立區域政黨「大阪維新會」（大阪維新の会），2012年9月成立全国性政黨「日本維新會」，2014年与连结党合并为「维新党」；2015年11月，維新黨分裂後，橋下徹另組全國性政黨「大阪維新會」（おおさか維新の会），2016年8月23日再改回現名。黨本部設於大阪市，由於其以大阪府區域政黨「大阪維新會」（2010年成立）為母體所組成的政黨，因此在黨章上，大阪維新會有比其他地方組織更大的權限。日本維新會前身為大阪維新會，具有關西地方主義色彩，同時也是右翼民粹主義色彩，也希望日本政府對中國的海上行動要有積極作為。

## 概要
2015年11月，反对维新党和民主党合并的成员脱离维新党，组建「大阪维新会」（おおさか維新の会，使用大阪的假名而非汉字）。
第24回參議院選舉後的2016年8月23日，改名为「日本维新会」（日本維新の会）。
日本維新會主張修憲（强烈主张修改日本宪法第九条，并表示"关于第9条，在坚持和平主义和放弃战争的基础上，新设“第9条之2”，明确规定保留自卫队"，其他的政策也包括免费教育、政府改革、设立宪法法院）、「切身改革」（議員席次削減、議員薪資削減等）、行政改革（公務員總額削減、政府相關法人完全民營化、禁止退休公務員人事空降等）、小政府、地方分權（道州制）、管制鬆綁、教育完全免費政策等等。
對安倍自公政府採取公正立場，自稱是非執政黨也非在野黨的中立政黨（ゆ党）。因此並未加入反安倍政府的立憲民主黨、共產黨、社會民主黨等結盟的「野黨共闘」，也常對該在野聯盟進行批判。

## 歷史

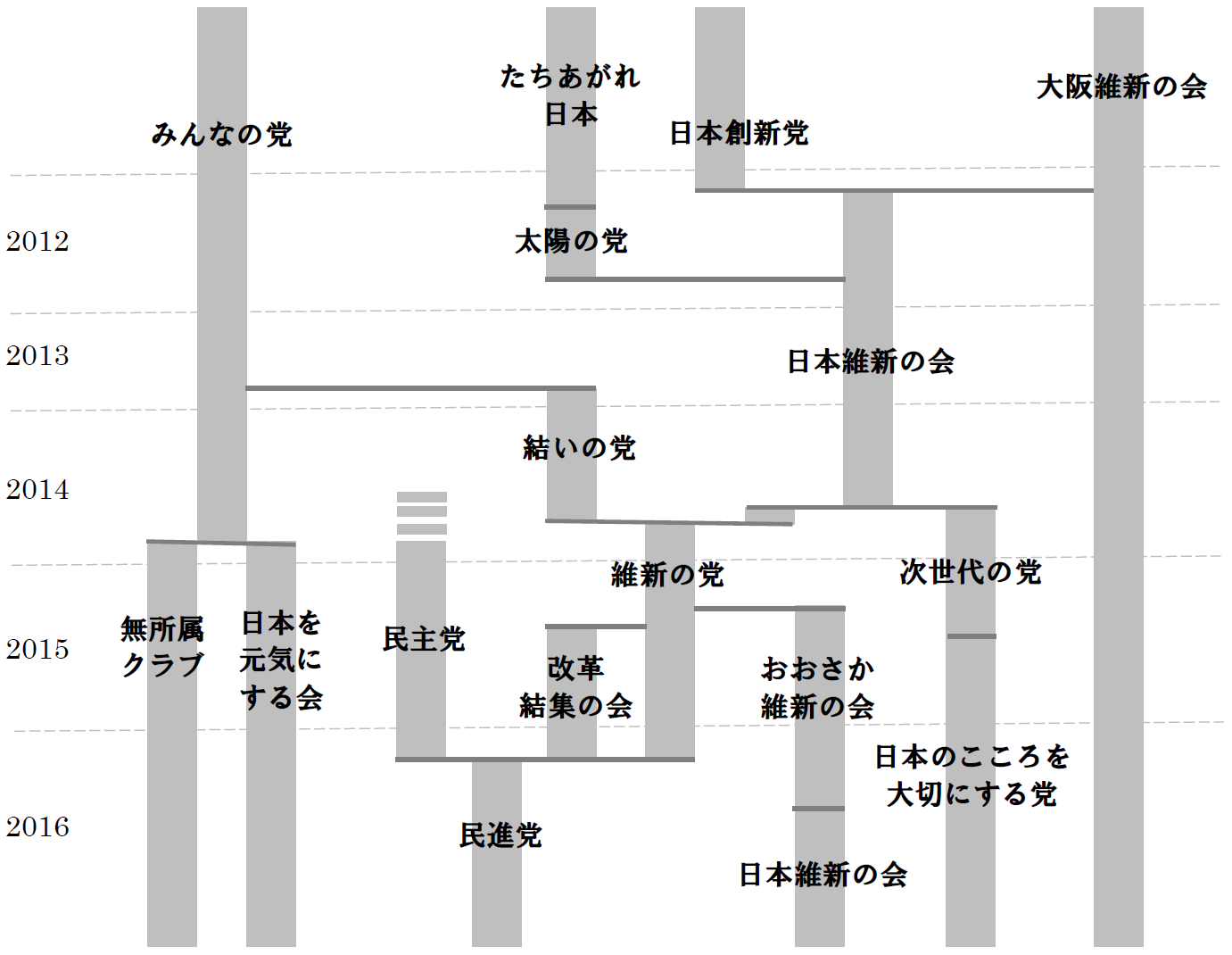
2010年代的第三勢力演變圖

### 前史
日本維新會自2012年成立以來，兩大看板人物橋下徹與石原慎太郎的兩派議員對立不斷，2014年夏天與眾人之黨合併造成兩派正式決裂，橋下派38人與石原派22人（次世代黨）分黨。眾人之黨黨內對於合併也分生分裂，合併派的連結黨與日本維新會在9月合併成立擁有參眾兩院52席的維新黨。
但在合併後，橋下推動大阪都構想的公投結果以失敗坐收（2015年5月17日投開票）。「主張對自公政府採取公正中立的立場，且無必要與民主黨進行在野黨整併」的政黨最高顧問橋下及日本維新會系（以下稱「大阪系」）議員，與傾向和民主黨及日本共產黨等在野黨統一戰線並策畫在野黨整併的黨代表松野賴久及執行部產生分裂。

### 「維新黨」分裂與「大阪維新會」成立
2015年8月，黨幹事長柿沢未途在山形市長選舉中與民主黨及共產黨合作，黨內對立浮出表面。8月28日，橋下與黨顧問松井一郎宣布退黨，翌日29日橋下表示將分黨成立新政黨，參議院議員片山虎之助與大阪系議員陸續響應。分黨成員與執行部開始就分黨成立「大阪維新會」進行談判。
同年10月，分黨談判破裂，維新黨執行部開除參加新黨的議員黨籍。對此，大阪系國會議員主張「10月1日以後維新黨處於代表與執行委員會不存在的狀態，開除黨籍的處分無效」，提出上訴。由於維新黨的參議院黨團「維新黨」由大阪系的片山擔任代表，因此執行部派系的五名參議院議員在10月16日提出黨團退出申請。黨團也隨之宣布開除執行部派5人組成新黨團「維新黨（參議院）」。
10月24日，大阪系國會議員與地方議員等以「維新黨5月的黨代表選出與11月的任期延長未經黨大會通過無效」（換句話說，執行部開除他們的黨籍無效）為理由，召開「臨時黨大會」決議解散維新黨。松野則主張大阪系的解釋與「臨時黨大會」無效。雙方僵持不下，更進一步對政黨補助使用權限提出訴訟，「維新本家之爭」陷入泥淖。
10月31日，橋下與大阪系議員在大阪市內舉行「大阪維新會」創黨大會。暫時由橋下出任代表，松井出任幹事長，被維新黨開除黨籍的大阪系議員等19名國會議員加入。11月2日，「大阪維新會」提出政黨申請。
雙方的糾紛最終在12月8日達成共識。雙方共識包含「維新黨將在未來解散」、「在野黨重組完成時，維新黨側不使用『維新』名稱」、「人事費等政黨營運必要支出外的政導補助交還國庫」、「雙方撤銷刑事訴訟與民事訴訟」等。2016年3月，維新黨與民主黨合併成立民進黨。

### 橋下徹退出政界與確立松井、片山體制
橋下表示在結束大阪市長任期（2015年12月18日）後將退出政界。12月12日舉行的黨大會，大阪府知事松井一郎當選繼任代表。同時選出共同代表（實質的代表代理）兼國會議員團長片山虎之助，幹事長眾院議員馬場伸幸，政務調査會長大阪府議淺田均，總務會長參院議員東徹（馬場、東與遠藤敬因處理維新黨後續事宜仍保留維新黨黨籍，25日才正式入黨）。橋下則擔任黨的法律政策顧問。
2016年4月24日的眾院京都3區補選，大阪維新會推出黨本部職員森夏枝出馬角逐。最終名列第二敗給民進黨候選人。
7月10日的第24回參議院議員通常選舉，大阪維新會推出選舉區18人（包含一名與減稅日本的共同提名候選人）、比例區10人的候選名單。同時也支持渡邊喜美（眾人之黨前代表）、田中康夫（新黨日本元代表）等黨外候選人。最終維新會拿下大阪選舉區2席、兵庫選舉區1席、比例區4席，共計7席（渡邊當選，田中落選），加上非改選席次共有12席，可獨立提出非預算法案（第192回國會目標提出100條法案，至12月12日總計提出101條）。
2016年東京都知事選舉，最初松井表示「黨願意支持能進行徹底行政改革的人」，最後在選舉公告日前表示將不提出或支持任一候選人。

### 更名「日本維新會」
參院選舉後的7月12日，松井表示將在出任黨常任委員會後提出變更黨名。由於參院選舉在大阪、兵庫等近畿選舉區獲勝，但近畿以外的選舉區大敗，因此希望藉由變更黨名而將勢力擴展至全國。7月底，黨中央針對政黨與相關政治團體所屬的國會、地方議員進行黨名調查，提出「日本維新會」、「維新會」、「包含『維新』的其他名稱」三個選項。結果以「日本維新會」獲得最多票數。
8月23日，黨常任委員會與臨時黨大會在大阪市內舉行，決議黨名更名為「日本維新會」（松井連任黨代表）。新的政黨標誌幾乎延續「大阪維新會」時代的設計，僅將「大阪」更改為「日本」。

### 東京都議會議員選舉、第48回總選舉
2017年1月，維新會公布東京都議會議員選舉候選名單，並表示不與東京都知事小池百合子帶領的都民第一會結盟，但考慮在選後合作。
2月6日，前富士電視台主播長谷川豐入黨，並宣布參選下期眾院選舉。
3月25日，為了同年7月的都議選，一直在主場大阪舉行的黨大會改在東京都舉行。大會中公布六名都議選參選人與維新宣言。
6月22日，黨副代表渡邊喜美宣布支持都民第一會而提出退黨申請，同日開除黨籍。
2017年7月2日的東京都議會議員選舉，雖然松井代表與大阪市長吉村洋文（大阪維新會政調會長）等人全面催票，但仍維持與選前相同的一席。
2017年9月30日，松井代表與就任新政黨希望之黨黨代表的都知事小池百合子舉行記者會，宣布將在同年10月22日的第48屆日本眾議院議員總選舉進行提名合作。希望之黨將不推出人選角逐大阪府選舉區，而維新會則不在東京都選舉區提出候選人。
10月22日，維新會在主場近畿地區陷入苦戰，總席次從原來的14席滑落至11席。失去橋下帶領、與希望之黨合作效果不彰、立憲民主黨躍進等都是影響維新會本屆選情的因素。
同月26日，眾議院議員丸山穗高在推特表示「無論松井有無連任黨代表，在舉行黨代表選舉以前，堺（市長選）、眾院選總結都無法進行」，要求實施黨代表選舉。橋下則反回「你能勝選是因為は松井擔任知事。笨蛋！有其他方式能表達要求黨代表選舉。笨蛋！」，「跟一個亂講話的國會議員往來會影響心理健康。我只是個小人物，最討厭這種國會議員」，表示將辭去日本維新會的法律顧問。對此，丸山表示「是對選民的中傷」、「不能忍受不實言論」。之後提出退黨申請。最後，維新會保留離黨申請至2018年1月丸山撤回為止。
10月28日，召開常任委員會，決議在11月中舉行臨時黨大會決定是否實施黨代表選舉。
11月25日，臨時黨大會決議不實施黨代表選舉，松井一郎續任黨代表。

### 第19回統一地方選、第25回參議院選舉
2019年1月23日，參議院與希望之黨合組黨團。黨團人數達到15名，超越14名的日本共產黨位居在野黨第三大黨團。
同年4月的2019年日本地方選舉，除了希望之黨以外，維新會還在北海道與新黨大地、愛知縣與減稅日本合作。而在主場大阪，府知事兼黨代表松井出馬角逐大阪市長選舉，大阪市長吉村參選大阪府知事選舉（交叉重選），雙雙大勝對手守住地盤。大阪府議會、市議會席次雖然都增加，但近畿地方以外的道府縣議選全敗，依然未能拓展勢力。
2019年4月21日的大阪12區補選，維新會的藤田文武打敗北川晉平（元議員北川知克之甥）、樽床伸二、宮本岳志等人當選眾議院議員。
同年5月14日，丸山穗高由於提出以「戰爭奪還」北方領土的言論遭到開除黨籍。之後與其他政黨對丸山提出彈劾案，同年6月6日通過。
同年6月9日的堺市長選舉，維新會推出前大阪府議永藤英機出馬角逐並以些微差距當勝，維新首次拿下堺市長。至此，維新獨佔大阪府知事、大阪市長、堺市長等大阪三大職位。
2019年7月的第25回參院選，除了主場大阪，維新會也在東京與愛知等選舉區推出人選。除了支持「新黨」（音喜多駿）與「新黨大地」（鈴木宗男）等其他區域政黨，也在愛知縣選舉區與名古屋市長河村隆之率領的愛知區域政黨「減稅日本」共同推出候選人，開展與區域政黨間的合作戰略。結果，除了在主場大阪、兵庫分別取得2席與1席以外，東京、神奈川也首次拿下席次，加上比例5席，共計取得10席，超越原有的改選7席。
9月3日至5日，由於日韓關係惡化，下地幹郎等四名日本維新會國會議員團為了改善雙方關係訪問韓國。針對徴用工訴訟問題與韓國方進行會談冀求新方案，然而未能達成共識。
同年12月，自民黨眾議院議員秋元司等人涉嫌收受中國企業賄絡遭到逮捕，翌年2020年1月3日媒體報導下地幹郎等5名眾議院議員也涉嫌收受中國企業現金。下地於同月6日舉行記者會承認收受現金。下地之後提出退黨申請，同月8日黨紀委員會直接開除黨籍。下地除名後，兩名沖繩縣議員也隨出退黨，沖繩縣總支部解散

### 第50屆日本眾議院議員總選舉
第50屆日本眾議院議員總選舉於2024年10月27日舉辦。日本維新在其所在地大阪府，拿下全部的議員席次，共19席。

## 名稱
黨名中的「維新」是創立者橋下進入政界以來一直使用的名稱。產經新聞報導指出「維新」一詞是來自於大前研一的「平成維新會」。在維新黨分裂至民主黨、維新黨合併為止，當時有兩組「維新」政黨。維新黨解散後，將原有的「大阪維新會」、「維新黨」、「維新八策」的商標權還給大阪維新會。
之後雖以「大阪維新會」之名繼續活動，但因「黨名的『大阪』影響了其他區域的活動」而在2016年8月23日改為現名。
另外，在「大阪維新會」時代，為了與維新黨區別，大眾媒體多稱作「大維」、「大維新」等。
奈良市議會議員松下幸治在2016年4月曾創立同名的「日本維新會」，但與政黨的日本維新會無直接關係。松下在2013年奈良市議會議員選舉代表友好團體奈良維新會出馬角逐以最高票當選。翌年奈良維新會解散，松下在2016年4月成立政治團體日本維新會，並於2017年7月在奈良市議會議員選舉代表自己創立的日本維新會出馬角逐，形成有同名團體競選的情況。結果，松下超越政黨日本維新會候選人以吊車尾當選議員。對此，政黨日本維新會代表大阪府知事松井一郎表示這是「欺騙選民」、「治標不治本」。松下則解釋「目的是吸引選民的注意力，但是海報上有註明與政黨的日本維新會不同」。
政治資金規正法禁止政治團體與既有政黨同名，但政黨可與既有的政治團體同名。

## 政策和主张

### 綱領
2015年10月31日制定。2016年8月23日改正。

我們國家在現在國際都市間競爭中，在許多領域呈現停滞或疲弱。國內的地方分權、地域再生推動已久，但地方仍未復甦。人口減少，出生率下降和人口老化，使得地方居民對於地方消滅感到憂心。為了消除民眾不安並振興國家，日本必須從首都圈一極集中改為多極分散型（道州制），振興地方至關重要。但是，所有現有政黨都未能積極推動地方分權。

我們是冀望從地方出發改變國家而成立日本維新會。日本維新會是採取與以東京本部為頂端的現有金字塔型政黨完全不同的組織型態，與既有的中央集權型政黨有著本質上差異的地方分權型政黨。地方議員與首長直接參與國家決策並承擔責任以推動權力下放。日本維新會將致力於國家與地方的自立、再生，解決日本面臨的根本問題。

### 政治理念
實現個人自立、地方自立、國家自立。

### 基本政策
基本政策主要內容如下。
1. 政府組織改革
  - 憲法修正，導入首相民選、參眾整合一院制、憲法裁判所
  - 建立地方自治體參與國家決策的新機制
2. 地方分權
  - 大阪都構想，大阪副首都化（日语：副首都構想），打破中央集權與東京一極集中，實現道州制
3. 與既得利益對抗的成長戰略
  - 透過法規鬆綁與勞動市場流動化來改變產業結構
4. 小政府
  - 自助、互助、公助的角色分擔明確化
  - 比起供應者，稅收更應直接投入給消費者
5. 受益和負擔的公平性
  - 建構確保受益和負擔公平性的稅收制度與可持續的社會保障制度
6. 現役世代活性化
  - 協助現役世代與女性的社會參與，重新構築世代間的合作與信賴關係
7. 機會平等
  - 實現全民開放的社會，保障教育與就業機會平等
8. 法治
  - 聲援具有「法治」「經濟自由主義」「民主主義」等共同價值觀的各國
  - 透過實際的外交、安全保障政策為世界和平做出貢獻
  - 積極利用國際法院等解決國際紛爭

### 憲法修正案
2016年3月26日黨大會通過以「幼兒期至大學教育免費」、「政府組織改革」、「設置憲法裁判所」為三本柱的憲法修正原案。日本維新會是除了自民黨以外第一個列出具體憲法修正案的現有國政政黨。
1. 教育完全免費
  - 修正規定義務教育的憲法26條，改為「幼兒期教育至高等教育免費」。同時加註「不能因經濟因素剝奪此機會」。
  - 免除幼稚園、保育園至研究所的教育費。
2. 政府組織改革
  - 修正規定地方自治的憲法92條，改為「自治體由基礎自治體及道州組成」。
  - 授予道州制定優先於法律的法令權。
  - 授予道州及基礎自治體能獨自決定稅率的課稅自主權。
3. 設置憲法裁判所
  - 新設裁決法令是否合憲的憲法裁判所。
  - 首相或參眾任一院四分之一以上議員可提出訴訟。

关于第9条，保留现行条文，在坚持和平主义和放弃战争的基础上，新设“第9条之2”，明确规定保留自卫队。在前条范围内，根据法律规定，作为行政机关之一，保持自卫队作为一个强大的自卫组织。

### 宣言
第24屆日本參議院議員通常選舉宣言
1. 切身改革、徹底行政改革
  - 國會議員席次、津貼削減三成
  - 公開文書通信交通住宿費的使用明細
  - 18歲取得被選舉權
  - 導入網路投票
  - 國家、地方公務員總人事費用消減兩成（5兆日圓）
2. 憲法修正
  - 教育免費，憲法應規定國家有籌措預算與立法的義務
  - 政府組織改革
  - 設置憲法裁判所
3. 外交、安全保障
  - 支持TPP，實現亞太自由貿易區
  - 集體自衛權條件嚴格化，限定於日本周邊同盟國軍隊
  - 減輕普天間基地等駐日美軍基地負擔以及重新審視美日地位協定
4. 打破東京一極集中
  - 制定首都、副首都法，大阪都構想
  - 改革地方派出機關、道州制
  - 核電重啟責任法案
5. 與既得利益對抗的成長戰略
  - 凍結2017年4月的消費稅增稅
  - 強化競爭政策，振興醫療、農業、觀光產業
  - 重新審視勞動時間規範
6. 人材培養改革
  - 導入學券制
  - 依自治體基準導入保育所
7. 社會保障改革
  - 公共年金改為提撥制
  - 整備老年人勞動法制
8. 醫療法人、社會福祉法人等法人制度改革

### 綜合渡假村（IR）推進法
日本維新會與其他政黨在2016年12月共同提出的「特定複合觀光設施區域整備推進法」獲得參眾兩院通過成立。（包含附設賭場等）

### 2025年大阪萬博宣傳活動
推動2025年的國際博覧會（萬博）在大阪舉行。

### 競逐G20大阪峰會
為了進行2025年大阪萬博的國際宣傳，日本維新會推動並成功讓大阪獲選為G20峰會場地。為了舉辦G20大阪峰會，大阪府與大阪市、關西經濟界共同成立任意團體「2019年G20大阪峰會關西推進協力協議會」。

### 與自民、公明立場一致的法案
擴大接收外國勞動者的出入國管理法修正案與承認美日貿易協定等議題上，與自民、公明兩黨一樣採取贊成立場。

## 組織
黨本部「日本維新會」之下有區域政黨大阪維新會（大阪府總支部）與管轄大阪除外各都道府縣總支部的「全國維新連絡會」兩組織（黨規約2422條1項及2項）。大阪維新會時代的「全國維新連絡會」稱為「日本維新會」。
兩者關係對等，但除黨代表外的黨執行部常任委員都由大阪維新會出任（黨規約6條8項）。全國維新連絡會出任非常任委員，員額由黨代表指定（黨規約6條9項）。
但若黨代表認為有必要時，大阪維新會以外的都道府縣總支部所屬成員亦可出任常任委員（黨規約6條8項）。2019年8月31日現在由片山虎之助出任共同代表。

### 地方組織
- 大阪維新會同時是日本維新會大阪府總支部與區域政黨。（黨規約23條[114]）。
- 大阪以外的各都道府縣總支部在其名稱冠上都道府縣名稱為「○○維新會」（黨規約22條3項[114]）。各都道府縣總支部可由黨代表與常任委員會指定為區域政黨。（黨規約23條[114]）。

### 都道府縣總支部
- 大阪維新會
  - 2010年成立的區域政黨。為日本維新會的母體，也是大阪府總支部。

- 茨城維新會
- 埼玉維新會
- 東京維新會
- 千葉維新會
- 日本維新會神奈川總支部
- 日本維新會長野總支部
- 富山維新會
- 福井維新會
- 日本維新會靜岡總支部
- 愛知維新會
- 日本維新會三重總支部
- 滋賀維新會
- 京都維新會
- 兵庫維新會
- 日本維新會奈良県總支部
- 日本維新會和歌山總支部
- 岡山維新會
- 廣島維新會
- 德島維新會
- 福岡維新會
- 大分維新會

## 黨職

### 歷代代表列表
| 代 | 代表 | 代表     | 任期                          | 备注                               |
| -- | ---- | -------- | ----------------------------- | ---------------------------------- |
| 1  |      | 橋下徹   | 2015年11月2日－2015年12月12日 | 当时的党名为「大阪维新会」（おおさか維新の会)。    |
| 2  |      | 松井一郎 | 2015年12月13日－2022年8月27日 | 片山虎之助（參議院）作为共同代表。 |
| 3  |      | 馬場伸幸 | 2022年8月27日－               | 吉村洋文作为共同代表。             |

### 黨委員

#### 常任委員
2020年3月22日現在。
| 職稱               | 職稱               | 職稱               | 姓名       | 所屬       | 兼任地方組織 |
| ------------------ | ------------------ | ------------------ | ---------- | ---------- | ------------ |
| 代表               | 代表               | 代表               | 松井一郎   | 大阪市長   | 大阪維新會   |
| 共同代表           | 共同代表           | 共同代表           | 片山虎之助 | 參議院議員 | 岡山維新會   |
| 副代表             | 副代表             | 副代表             | 吉村洋文   | 大阪府知事 | 大阪維新會   |
| 副代表             | 副代表             | 副代表             | 今井豐     | 大阪府議   | 大阪維新會   |
| 幹事長、選對本部長 | 幹事長、選對本部長 | 幹事長、選對本部長 | 馬場伸幸   | 眾議院議員 | 大阪維新會   |
| 幹事長代行         | 幹事長代行         | 幹事長代行         | 西林克敏   | 大阪府議   | 大阪維新會   |
| 政務調査會長       | 政務調査會長       | 政務調査會長       | 淺田均     | 參議院議員 | 大阪維新會   |
| 總務會長           | 總務會長           | 總務會長           | 東徹       | 參議院議員 | 大阪維新會   |
| 總務會長代行       | 總務會長代行       | 總務會長代行       | 木下誠     | 大阪府議   | 大阪維新會   |
| 大阪府議會議員團長 | 大阪府議會議員團長 | 大阪府議會議員團長 | 三田勝久   | 大阪府議   | 大阪維新會   |
| 大阪市議會議員團長 | 大阪市議會議員團長 | 大阪市議會議員團長 | 大內啓治   | 大阪市議   | 大阪維新會   |
| 堺市議會議員團長   | 堺市議會議員團長   | 堺市議會議員團長   | 池田克史   | 堺市議     | 大阪維新會   |

#### 非常任委員
| 職稱       | 職稱       | 姓名     | 所屬               | 兼任地方組織 |
| ---------- | ---------- | -------- | ------------------ | ------------ |
| 非常任委員 | 非常任委員 | 松澤成文 | 參議院議員         | 神奈川維新會 |
| 非常任委員 | 非常任委員 | 森本尚順 | 大和高田市議會議員 | 奈良維新會   |

#### 委員
| 職稱                                     | 職稱                                     | 姓名       | 所屬       |            |
| ---------------------------------------- | ---------------------------------------- | ---------- | ---------- | ---------- |
| 黨紀委員長                               | 黨紀委員長                               | 橫倉靖幸   | 大阪府議   | 大阪維新會 |
| 會計監査人代表、選對本部長補佐、組織局長 | 會計監査人代表、選對本部長補佐、組織局長 | 井上英孝   | 眾議院議員 | 大阪維新會 |
| 會計監査人                               | 會計監査人                               | 池下卓     | 大阪府議   | 大阪維新會 |
| 〃                                       | 〃                                       | 高見りょう | 大阪市議   | 大阪維新會 |
| 〃                                       | 〃                                       | 三岳達也   | 堺市議     | 大阪維新會 |
| 學生局長                                 | 學生局長                                 | 藤田曉     | 大阪市議   | 大阪維新會 |
| 女性局長                                 | 女性局長                                 | 辻淳子     | 大阪市議   | 大阪維新會 |
| 青年局長、廣報局長                       | 青年局長、廣報局長                       | 浦野靖人   | 眾議院議員 | 大阪維新會 |
| 財務局長                                 | 財務局長                                 | 丹野壯治   | 大阪市議   | 大阪維新會 |

### 國會議員團

#### 職務
2019年10月現在。
| 代表                         | 片山虎之助 | 岡山維新會   |
| 幹事長                       | 馬場伸幸   | 大阪維新會   |
| 幹事長代理                   | 足立康史   | 大阪維新會   |
| 廣報局長                     | 藤田文武   | 大阪維新會   |
| 學生局長                     | 音喜多駿   | 東京維新會   |
| 青年局長                     | 柳瀨裕文   | 東京維新會   |
| 女性局長                     | 石井苗子   | 東京維新會   |
| 政務調査會長                 | 淺田均     | 大阪維新會   |
| 政務調査會長代行             | 浦野靖人   | 大阪維新會   |
| 政調副會長（國會質問擔當）   | 杉本和巳   | 愛知維新會   |
| 〃                           | 清水貴之   | 兵庫維新會   |
| 政調副會長(沙龍、目安箱擔當) | 串田誠一   | 神奈川維新會 |
| 〃                           | 梅村聰     |              |
| 國會對策委員長               | 遠藤敬     | 大阪維新會   |
| 國會對策委員長代行           | 東徹       | 大阪維新會   |
| 國會對策委員長代理           | 井上英孝   | 大阪維新會   |
| 國會對策副委員長             | 杉本和巳   | 愛知維新會   |
| 〃                           | 串田誠一   | 神奈川維新會 |
| 〃                           | 森夏枝     | 京都維新會   |
| 〃                           | 藤田文武   | 大阪維新會   |
| 〃                           | 清水貴之   | 兵庫維新會   |
| 〃                           | 梅村聰     |              |
| 〃                           | 梅村みずほ | 大阪維新會   |
| 〃                           | 片山大介   | 兵庫維新會   |
| 〃                           | 高木佳保里 | 大阪維新會   |
| 代議士會長                   | 杉本和巳   | 愛知維新會   |
| 參議院會長                   | 片山虎之助 | 岡山維新會   |
| 參議院幹事長                 | 室井邦彥   | 兵庫維新會   |
| 參議院國會對策委員長         | 東徹       | 大阪維新會   |
| 參議院国會対策委員長代理     | 柴田巧     | 富山維新會   |
| 黨紀委員長                   | 井上英孝   | 大阪維新會   |
| 〃                           | 浦野靖人   | 大阪維新會   |
| 〃                           | 東徹       | 大阪維新會   |
| 〃                           | 柴田巧     | 富山維新會   |

#### 委員會
2019年1月28日決定。
| 片山虎之助 | 片山虎之助 | 岡山維新會 |
| 馬場伸幸   | 馬場伸幸   | 大阪維新會 |
| 足立康史   | 足立康史   | 大阪維新會 |
| 淺田均     | 淺田均     | 大阪維新會 |
| 東徹       | 東徹       | 大阪維新會 |
| 浦野靖人   | 浦野靖人   | 大阪維新會 |
| 遠藤敬     | 遠藤敬     | 大阪維新會 |
| 室井邦彥   | 室井邦彥   | 兵庫維新會 |

## 選舉

### 眾議院
| 選舉         | 擁有席次/總席次 | 席次增減 | 得票數（得票率）    | 得票數（得票率）    | 備註               |
| 選舉         | 擁有席次/總席次 | 席次增減 | 選舉區              | 比例代表            | 備註               |
| ------------ | --------------- | -------- | ------------------- | ------------------- | ------------------ |
| （創黨時）   | 13/465          |          |                     | 入黨+2、退黨-1      |                    |
| 第48回總選舉 | 11 / 465        | ▼3席     | 1,765,053（3.18%）  | 3,387,097（6.07%）  | 補選當選+1、退黨-2 |
| 第49回總選舉 | 41 / 465        | ▲ 30席   | 4,802,793（8.36%）  | 8,050,830（14.01%） | 入黨+3             |
| 第50回總選舉 | 38 / 465        | ▼6席     | 4,802,793（11.15%） | 5,102,127（9.36%）  |                    |

### 參議院
| 選舉           | 當選/候補者 | 非改選席次 | 改選席次 | 得票數（得票率）   | 得票數（得票率）   | 備註           |
| 選舉           | 當選/候補者 | 非改選席次 | 改選席次 | 選舉區             | 比例代表           | 備註           |
| -------------- | ----------- | ---------- | -------- | ------------------ | ------------------ | -------------- |
| （創黨時）     | 6/-         | -          | 242      |                    |                    | 入黨+3、退黨-2 |
| 第24回通常選舉 | 7/28        | 5          | 242      | 3,303,419（5.84%） | 5,153,584（9.20%） | 退黨-1、入黨+2 |
| 第25回通常選舉 | 10/22       | 6          | 245      | 3,664,530（7.28%） | 4,907,844（9.80%） |                |

### 所屬國會議員
2025現在，所屬國會議員有57名（眾議院議員38名、參議院議員19名）
| 眾議院議員              | 眾議院議員              | 眾議院議員                   | 眾議院議員              | 眾議院議員              |
| ----------------------- | ----------------------- | ---------------------------- | ----------------------- | ----------------------- |
| 高橋英明 北關東比例區   | 藤巻健太 南關東比例區   | 金村龍那 南關東比例區        | 阿部司 東京比例區       | 猪口幸子 東京比例區     |
| 斉木武志 北陸信越       | 杉本和巳 東海比例區     | 斎藤アレックス 滋賀縣（1区） | 前原誠司 京都府（2区）  | 井上英孝 大阪府（1区）  |
| 守島正 大阪府（2区）    | 東徹 大阪府（3区）      | 美延映夫 大阪府（4区）       | 梅村聡 大阪府（5区）    | 西田薫 大阪府（6区）    |
| 奥下剛光 大阪府（7区）  | 漆間譲司 大阪府（8区）  | 萩原佳 大阪府（9区）         | 池下卓 大阪府（10区）   | 中司宏 大阪府（11区）   |
| 藤田文武 大阪府（12区） | 岩谷良平 大阪府（13区） | 青柳仁士 大阪府（14区）      | 浦野靖人 大阪府（15区） | 黒田征樹 大阪府（16区） |
| 馬場伸幸 大阪府（17区） | 遠藤敬 大阪府（18区）   | 伊東信久 大阪府（19区）      | 阿部圭史 近幾比例區     | 和田有一朗 近幾比例區   |
| 市村浩一郎 近幾比例區   | 三木圭恵 近幾比例區     | 徳安淳子 近幾比例區          | 池畑浩太朗 近幾比例區   | 林佑美 近幾比例區       |
| 空本誠喜 廣島縣（4区）  | 村上智信 福岡縣（11区） | 阿部弘樹 九州比例區          |                         |                         |
| 參議院議員              |                         |                              |                         |                         |
| 2022年改選              | 片山虎之助 比例、參5    | 石井章 比例、參1眾1          | 淺田均 大阪、參1        | 高木佳保里 大阪、參1    |
| 2022年改選              | 片山大介 兵庫、參1      | 石井苗子 比例、參1           |                         |                         |
| 2025年改選              | 室井邦彥 比例、參3眾1   | 松澤成文 神奈川、參2眾3      | 東徹 大阪、參2          | 梅村聰 比例、參2        |
| 2025年改選              | 柴田巧 比例、參2        | 清水貴之 兵庫、參2           | 鈴木宗男 比例、參1眾8   | 梅村みずほ 大阪、參1    |
| 2025年改選              | 音喜多駿 東京、參1      | 柳瀨裕文 比例、參1           |                         |                         |

#### 院內黨團所屬的黨外國會議員
眾議院議員（黨團「日本維新會、無所屬之會」）
- 無所屬
  - 青山雅幸（日语：青山雅幸）（靜岡1區、比例東海）

### 地方政治
- 地方議員：300人左右
  - 都道府縣議會：68人
  - 市區町村議會：不明

2016年10月現在，日本維新會黨團所屬的都道府縣議員有68人。其中大阪府議51人（大阪維新會）、兵庫縣議9人（兵庫維新會）、奈良縣議4人（奈良維新會）、京都府議2人（京都維新會）、東京都議1人（東京維新會）、和歌山縣議1人（和歌山維新會）。此外，愛媛縣議會的黨團「愛媛維新會」與現在的日本維新會無合作關係。另外，福岡市議會的黨團「福岡維新會」已遭除名處分因此與日本維新會無關。

## 與他黨的關係

### 自由民主黨
日本維新會對於自公聯合政府採取中立立場，例如第190回國會（2016年度上半期）反對政府提出的薪資法修正案，但支持所謂的「0增6減」眾院選舉制度改革法，並反對民進黨、共產黨、社民黨、生活黨共同提出的安倍內閣不信任決議案。
不過，維新在大阪都構想以及大阪府政、大阪市政相關議題上與自民黨大阪府連對立。像是在大阪都構想公投、大阪府知事與大阪市長雙選舉，自民黨與共產黨組成「自共共闘」對抗維新。在國政選舉上，除了沖繩縣部分選舉區（參議員沖繩縣選舉區與2019年沖繩3區補選）曾與自民黨合作，其餘皆是相互競爭關係。
另外，第24回參院選首創跨縣選舉區（合同選舉區），然而自民黨表示擔憂地方聲音難以傳至國政層級而冀求參議院選舉制度改革「在都道府縣最少選出一人為前提下、研擬憲法修正等方式改革」。對此，維新維持其一院制的基本主張，松井對於自民黨為了解除合同選舉區而提出修憲表示「自民黨的目的是維護黨的利益與個人席次。若是要堅持一地域一代表，那（合區的）德島、高知（兩縣）合併不就好了」。
第198回國會，日本維新會與立憲民主黨、共產黨等共同提出參議員金子原二郎解除預算委員長職務決議案，反對財務大臣麻生太郎的問責決議案，改提告誡決議案。
橋下與自民黨魁安倍晉三總理交情甚篤，前身的舊日本維新會創黨時曾邀請當時為在野黨議員的安倍出任黨魁（之後安倍重返自民黨總裁）。即使因大阪都構想與自民黨大阪府連全面對決後依然維持友好關係，兩人與松井及官房長官菅義偉進行多次會面。

### 公明黨
作為交換公明黨支持大阪府政、大阪市政的條件，維新黨不在大阪3區、大阪5區、大阪6區、大阪16區四個小選舉區提出候選人，是國政政黨中合作關係最深的政黨。公明黨最初與自民黨、共產黨、民主黨（當時）共同反對大阪都構想公投，之後以「反對大阪都構想的立場」支持實施公投。

### 民進黨、立憲民主黨
民進黨及該黨左派議員組成的立憲民主黨，與維新的政策路線相左。加上維新黨分裂的過程，雙方與安倍政府的距離感不同，以及維新曾批判其支持母體自治勞及日教組等公務員勞組，雙方呈現對立關係。不過維新內也有日本社會黨、自治勞出身的眾議院議員谷畑孝，以及前民主黨出身、獲自治勞支持的參議院議員梅村聰等人。
在國會上，維新所屬議員時常批判民進黨、立憲民主黨，例如眾議院議員足立康史曾大罵「（提出安保法廢止法案的）民進黨是國會之恥。呆子、笨蛋、沒有用的政黨」「（對於熊本地震）民進黨做了什麼。就是在扯後腿。不要鬧了你們這群人」，民進黨對此三度提出懲罰動議。
2016年參院選，維新拒絕與民進黨等在野黨陣營合作，決定獨立競選，對此民進黨幹事長枝野幸男表示「礙事」。

### 希望之黨、國民民主黨
日本維新會與出任希望之黨代表的東京都知事小池百合子有共通的政策路線，如前述的第48回眾議院總選舉，雙方在東京、大阪在提名上合作，維新幹事長馬場也對於選後的合作協議「不否認其可能性」。但是，小池卸任後，希望之黨轉向與民進黨整合，維新也對此批判。
希望之黨中反對與民進黨合作的時任參議院議員團代表松澤成文等人表示「與想法較接近的日本維新會及無所屬合作更為容易」，表達與維新合作的意向。之後希望之黨在與民進黨合作議題上形成分裂，松澤等保守派議員創立（新）希望之黨，在勞動改革法案與公民投票法修正案等與維新採取相同立場。2018年10月，雙方在參議院協商籌組共同黨團，2019年1月23日共同黨團成立。
另一方面，（舊）希望之黨大部分成員與民進黨組成國民民主黨。馬場幹事長對於國民民主黨在森友、加計問題與國際情勢等議題上的立場表示「如果維持這條路線，雙方可以進行合作」。

### 日本共產黨
橋下前代表曾表示「我討厭糖醋里脊的鳳梨和共產黨。不管怎麼想都無法跟共產黨合作」。維新與日本共產黨的政策路線幾乎不一致，同時共產黨也主導了大阪都構想反對運動，兩黨呈現全面對立的局面。但是維新在茨木市議會議員選舉推薦了前共產黨市議岩本守並當選議員。
共產黨比自民黨更敵視維新，共產黨為了在大阪府下首長選舉中拉下維新候選人經常與自民黨系候選人合作。

### 保護國民免受NHK傷害黨
2019年參議院選舉中成功晉升為國政政黨的保護國民免受NHK傷害黨（N國黨）在黨公約中明訂NHK改用條件接收，與主張部分條件接收的維新立場相近。松井對於N國黨黨魁立花孝志表達不支付NHK收視費表示「NHK如果接受現任國會議員不付收視費，那大阪市也不（付收視費）」。另一方面，幹事長馬場則認為「規定就要遵守。在這種情況下，重點應該是立法府成員要修改法律」，對於松井的發言表示「我認為這只是個比喻」。另外，對於遭維新除名的丸山穗高加入N國黨，松井表示「完全沒興趣。我對此發怒就扣分了。不是什麼好東西」。

### 其他政黨
次世代之黨、日本元氣會、新黨改革三黨，在2015年因贊成和平安全法制而被排除在民主黨與共產黨等在野黨協議架構之外，和田政宗等部分所屬議員為了避免被邊緣化，期望與大阪維新組成共同黨團。過去由於路線對立從維新脫黨成立的次世代之黨，在2015年大阪雙重選舉中與日本元氣會共同支持維新候選人，試圖修復與維新的關係，然而維新經歷了兩次黨內分裂，雙方難以進一步合作。
之後次世代之黨更名為「日本之心黨」，2017年與自民黨組成共同黨團，同年堺市長選舉與自民黨共同支持候選人對抗維新。之後新黨改革在2016年、日本之心黨與日本元氣會在2018年解散。

### 共闘關係的區域政黨
- 愛知縣的區域政黨減稅日本（日语：減税日本）很早就表達合作意願。但是在舊日本維新會時代的2012年眾院選，時任代表橋下強烈反對減稅日本與維新合併[157]。大阪維新會成立後，曾向松井代表呼籲合作，2016年參院選時再次提出合併，但因「大阪維新會」的黨名而破局[158]，2016年7月參院選，兩黨共同在愛知縣選舉區（改選四席）支持奧田香代（6位落選）。選後大阪維新會更名為「日本維新會」，減稅側表達雙方可研擬合併[159]。之後轉向與東京都知事小池百合子及其都民第一會合作，第48回眾議院總選舉的兩名減稅日本候選人代表希望之黨出馬角逐席次[160]。2019年參院選，前自由主播岬麻紀以政壇新人之姿代表維新投入愛知縣選舉區（5位落選）。

- 北海道的區域政黨新黨大地（下稱大地）在2019年4月的第19回統一地方選舉與維新合作，維新六候選人獲得大地推薦，大地兩候選人獲得維新推薦。6月20日，大地代表鈴木宗男表示將在同年夏天的第25屆日本參議院議員通常選舉中以日本維新會比例代表出馬角逐議員席次[84]。之後成功當選，睽違九年回到政壇。
- 以東京都為中心活動的新黨（日语：あたらしい党）在2018年11月與維新於東京都議會組成共同黨團[161]。翌年6月11日新黨代表音喜多駿宣布獲維新提名角逐參院東京都選舉區（改選六席）[162]（5位當選）。

## 外部連結
- 官方網站 （页面存档备份，存于）（日語）